# Vaux-en-Beaujolais
Vaux-en-Beaujolais – miejscowość i gmina we Francji, w regionie Owernia-Rodan-Alpy, w departamencie Rodan.
Według danych na rok 1990 gminę zamieszkiwało 669 osób, a gęstość zaludnienia wynosiła 38 osób/km² (wśród 2880 gmin regionu Rodan-Alpy Vaux-en-Beaujolais plasuje się na 1006. miejscu pod względem liczby ludności, natomiast pod względem powierzchni na miejscu 619.).